# 托马·尼基福罗夫
托马·尼基福罗夫（法語：Toma Nikiforov，1993年1月25日—），比利时男子柔道运动员，2015年世界柔道锦标赛男子100公斤级铜牌得主、2015年欧洲运动会男子100公斤级铜牌得主、2017年世界柔道锦标赛公开级银牌得主。